# Campioni italiani assoluti di atletica leggera - Salto triplo maschile
Questa pagina raccoglie un elenco di tutti i campioni italiani dell'atletica leggera nel salto triplo a partire dal 1913 fino ai giorni nostri.

## Albo d'oro
| Anno | Atleta (società)                                            | Prestazione            |
| ---- | ----------------------------------------------------------- | ---------------------- |
| 1913 | Antonio Garimoldi Unione Sportiva Milanese                  | 13,895 m               |
| 1914 | Antonio Garimoldi Unione Sportiva Milanese                  | 13,03 m                |
| 1915 | Edizioni non disputate                                      | Edizioni non disputate |
| 1916 | Edizioni non disputate                                      | Edizioni non disputate |
| 1917 | Edizioni non disputate                                      | Edizioni non disputate |
| 1918 | Edizioni non disputate                                      | Edizioni non disputate |
| 1919 | Apollino Barelli Centro Atletico Torino                     | 13,255 m               |
| 1920 | Apollino Barelli Centro Atletico Torino                     | 12,67 m                |
| 1921 | Luigi De Micheli Unione Sportiva Milanese                   | 13,36 m                |
| 1922 | Luigi De Micheli Unione Sportiva Milanese                   | 13,04 m                |
| 1923 | Luigi Facelli Società Ginnastica Gallaratese                | 13,82 m                |
| 1924 | Mario Trabucco Pro Sestri                                   | 13,755 m               |
| 1925 | Mario Trabucco Pro Sestri                                   | 13,525 m               |
| 1926 | Mario Trabucco Pro Sestri                                   | 13,06 m                |
| 1927 | Mario Trabucco Pro Sestri                                   | 13,78 m                |
| 1928 | Plinio Palmano Associazione Sportiva Udinese                | 13,22 m                |
| 1929 | Luigi Facelli Società Ginnastica Gallaratese                | 13,89 m                |
| 1930 | Plinio Palmano Associazione Sportiva Udinese                | 13,935 m               |
| 1931 | Plinio Palmano Associazione Sportiva Udinese                | 17 p.                  |
| 1932 | Folco Guglielmi GUF Pisa                                    | 14,925 m               |
| 1933 | Folco Guglielmi GUF Pisa                                    | 14,635 m               |
| 1934 | Folco Guglielmi GUF Pisa                                    | 14,02 m                |
| 1935 | Giuseppe Pende GUF Roma                                     | 14,48 m                |
| 1936 | Francesco Tabai Unione Ginnastica Goriziana                 | 14,48 m                |
| 1937 | Francesco Tabai Unione Ginnastica Goriziana                 | 14,81 m                |
| 1938 | Mario Taddia Gruppo Sportivo Baracca Milano                 | 14,14 m                |
| 1939 | Mario Taddia Gruppo Sportivo Baracca Milano                 | 14,34 m                |
| 1940 | Alessandro Bettaglio Atletica Iriense                       | 14,53 m                |
| 1941 | Fulvio Pellarini Società Sportiva Giovinezza Trieste        | 14,07 m                |
| 1942 | Giuseppe Cuccotti GUF Roma                                  | 14,05 m                |
| 1943 | Piero Pieracci ASSI Giglio Rosso                            | 13,71 m                |
| 1944 | Edizione non disputata                                      | Edizione non disputata |
| 1945 | Guido Cavaler Fondazione Bentegodi Verona                   | 13,79 m                |
| 1946 | Fulvio Pellarini Società Sportiva Giovinezza Trieste        | 14,06 m                |
| 1947 | Antonio Casarotti Unione Sportiva Milanese                  | 14,27 m                |
| 1948 | Ferdinando Sormani Cral Marzotto Valdagno                   | 14,10 m                |
| 1949 | Enrico Tosi Unione Atletica Alessandria                     | 13,96 m                |
| 1950 | Ferdinando Simi Gruppi Sportivi Fiamme Gialle               | 14,37 m                |
| 1951 | Ferdinando Sormani Cral Marzotto Valdagno                   | 14,59 m                |
| 1952 | Adriano Bertacca Etruria Prato                              | 14,70 m                |
| 1953 | Alberto Guzzi Lancia Torino                                 | 14,75 m                |
| 1954 | Stefano Bonsignore Libertas Catania                         | 14,30 m                |
| 1955 | Antonio Trogu Fiat Torino                                   | 14,73 m                |
| 1956 | Ennio Evangelio Carlo Pranzo Lecce                          | 14,72 m                |
| 1957 | Pierluigi Gatti Cornigliano Genova                          | 15,21 m                |
| 1958 | Enzo Cavalli Gruppo Sportivo Fiamme Oro                     | 15,19 m                |
| 1959 | Enzo Cavalli Gruppo Sportivo Fiamme Oro                     | 15,68 m                |
| 1960 | Pierluigi Gatti Cornigliano Genova                          | 15,61 m                |
| 1961 | Enzo Cavalli Gruppo Sportivo Fiamme Oro                     | 15,56 m                |
| 1962 | Enzo Cavalli Gruppo Sportivo Fiamme Oro                     | 15,43 m                |
| 1963 | Rinaldo Camaioni Fiat Torino                                | 15,68 m                |
| 1964 | Pierluigi Gatti Italsider Genova                            | 15,55 m                |
| 1965 | Giuseppe Gentile CUS Roma                                   | 15,27 m                |
| 1966 | Giuseppe Gentile Centro Sportivo Aeronautica Militare       | 15,43 m                |
| 1967 | Pierluigi Gatti Italsider Genova                            | 15,57 m                |
| 1968 | Giuseppe Gentile CUS Roma                                   | 16,52 m                |
| 1969 | Rinaldo Camaioni Fiat Torino                                | 15,72 m                |
| 1970 | Giuseppe Gentile CUS Roma                                   | 16,15 m                |
| 1971 | Giuseppe Gentile CUS Roma                                   | 16,01 m                |
| 1972 | Ezio Buzzelli Centro Sportivo Carabinieri                   | 15,14 m                |
| 1973 | Claudio Moretti CUS Roma                                    | 15,57 m                |
| 1974 | Ezio Buzzelli Centro Sportivo Carabinieri                   | 15,59 m                |
| 1975 | Ruggero Consorte Centro Sportivo Carabinieri                | 15,80 m                |
| 1976 | Paolo Piapan Gruppo Sportivo Fiamme Oro                     | 16,20 m                |
| 1977 | Roberto Mazzucato Gruppi Sportivi Fiamme Gialle             | 16,35 m                |
| 1978 | Paolo Piapan Gruppo Sportivo Fiamme Oro                     | 15,78 m                |
| 1979 | Roberto Mazzucato Gruppi Sportivi Fiamme Gialle             | 16,03 m                |
| 1980 | Alessandro Ussi Fiat Iveco Torino                           | 15,91 m                |
| 1981 | Paolo Piapan Gruppo Sportivo Fiamme Oro                     | 16,08 m                |
| 1982 | Roberto Mazzucato Gruppi Sportivi Fiamme Gialle             | 16,18 m                |
| 1983 | Dario Badinelli SNIA Milano                                 | 16,11 m                |
| 1984 | Dario Badinelli SNIA Milano                                 | 16,25 m                |
| 1985 | Dario Badinelli SNIA BPD Milano                             | 16,22 m                |
| 1986 | Dario Badinelli SNIA BPD Milano                             | 16,25 m                |
| 1987 | Dario Badinelli SNIA BPD Milano                             | 16,39 m                |
| 1988 | Dario Badinelli SNIA BPD Milano                             | 16,29 m                |
| 1989 | Dario Badinelli SNIA BPD Milano                             | 16,88 m(w)             |
| 1990 | Dario Badinelli SNIA BPD Milano                             | 16,72 m(w)             |
| 1991 | Dario Badinelli SNIA BPD Milano                             | 16,45 m                |
| 1992 | Dario Badinelli Atletica Brescia 1950                       | 16,60 m(w)             |
| 1993 | Andrea Matarazzo Gruppi Sportivi Fiamme Gialle              | 16,45 m                |
| 1994 | Maurizio Gifaldi Centro Sportivo Carabinieri                | 16,29 m                |
| 1995 | Andrea Matarazzo Gruppi Sportivi Fiamme Gialle              | 16,71 m                |
| 1996 | Paolo Camossi Gruppo Sportivo Fiamme Azzurre                | 16,68 m(w)             |
| 1997 | Paolo Camossi Gruppo Sportivo Fiamme Azzurre                | 16,82 m                |
| 1998 | Paolo Camossi Gruppo Sportivo Fiamme Azzurre                | 16,19 m                |
| 1999 | Paolo Camossi Gruppo Sportivo Fiamme Azzurre                | 16,68 m                |
| 2000 | Fabrizio Donato Gruppi Sportivi Fiamme Gialle               | 16,86 m(w)             |
| 2001 | Paolo Camossi Gruppo Sportivo Fiamme Azzurre                | 17,11 m                |
| 2002 | Salvatore Morello CUS Palermo                               | 16,07 m                |
| 2003 | Paolo Camossi Gruppo Sportivo Fiamme Azzurre                | 16,42 m                |
| 2004 | Fabrizio Donato Gruppi Sportivi Fiamme Gialle               | 16,90 m                |
| 2005 | Paolo Camossi Gruppo Sportivo Fiamme Azzurre                | 16,86 m                |
| 2006 | Fabrizio Donato Gruppi Sportivi Fiamme Gialle               | 17,24 m                |
| 2007 | Fabrizio Donato Gruppi Sportivi Fiamme Gialle               | 16,97 m                |
| 2008 | Fabrizio Donato Gruppi Sportivi Fiamme Gialle               | 16,37 m                |
| 2009 | Fabrizio Schembri Centro Sportivo Carabinieri               | 17,24 m                |
| 2010 | Fabrizio Donato Gruppi Sportivi Fiamme Gialle               | 17,00 m                |
| 2011 | Fabrizio Donato Gruppi Sportivi Fiamme Gialle               | 17,17 m                |
| 2012 | Daniele Greco Gruppo Sportivo Fiamme Oro                    | 17,67 m(w)             |
| 2013 | Fabrizio Schembri Centro Sportivo Carabinieri               | 16,98 m                |
| 2014 | Fabrizio Schembri Centro Sportivo Carabinieri               | 16,61 m                |
| 2015 | Fabrizio Donato Gruppi Sportivi Fiamme Gialle               | 16,91 m                |
| 2016 | Daniele Cavazzani Atletica Studentesca Rieti Andrea Milardi | 16,46 m                |
| 2017 | Daniele Cavazzani Atletica Studentesca Rieti Andrea Milardi | 16,40 m                |
| 2018 | Fabrizio Schembri Centro Sportivo Carabinieri               | 16,60 m                |
| 2019 | Samuele Cerro Enterprise Sport & Service                    | 16,52 m                |
| 2020 | Andrea Dallavalle Gruppi Sportivi Fiamme Gialle             | 16,79 m                |
| 2021 | Tobia Bocchi Centro Sportivo Carabinieri                    | 17,14 m                |
| 2022 | Andrea Dallavalle Gruppi Sportivi Fiamme Gialle             | 17,28 m                |
| 2023 | Andy Diaz Atletica Libertas Unicusano Livorno               | 17,21 m                |
| 2024 | Andrea Dallavalle Gruppi Sportivi Fiamme Gialle             | 16,77 m                |
| 2025 | Andy Diaz Gruppi Sportivi Fiamme Gialle                     | 16,66 m                |